# Cordylocera pseudonigriceps
Cordylocera pseudonigriceps là một loài bọ cánh cứng trong họ Cantharidae. Loài này được Wittmer miêu tả khoa học năm 1964.